# Trinchesia diversicolor
Trinchesia diversicolor is een slakkensoort uit de familie van de Trinchesiidae. De wetenschappelijke naam van de soort is voor het eerst geldig gepubliceerd in 1975 door Baba.